# Cowgirl in the Sand
«Cowgirl in the Sand» es una canción del músico canadiense Neil Young, publicada en el álbum de estudio Everybody Knows This Is Nowhere. Al igual que «Down by the River» y «Cinnamon Girl», Young compuso «Cowgirl in the Sand» mientras sufría una gripe y guardaba cama en su casa de Topanga con 39,5 °C de fiebre. Varias versiones en directo aparecen en otros álbumes del músico, así como en el disco en directo de Crosby, Stills, Nash & Young Four Way Street.
La canción fue también versionada por The Byrds en su álbum epónimo.

## Historia
La letra de «Cowgirl in the Sand» trata sobre una mujer promiscua, o al menos tres mujeres si cada estrofa describe a una mujer distinta. El autor Nigel Williamson describió la letra como «oscura y onírica, dirigida a una mujer idealizada». El crítico Johnny Rogan describió la letra como «oblicua», describiendo a la mujer como «idealista» e «idealizada» por el cantante, refiriéndose en particular al verso: «When so many love you, is it the same?». Por otra parte, David Downing sugirió que este verso refleja ambigüedad en cuanto a si la libertad sexual creciente es una bendición o por el contrario una maldición. Sin embargo, Downing sugirió que el siguiente verso: «It's the woman in you that makes you want to play this game», estaba casi desfasada cuando la canción fue publicada a finales de la década de 1960. En el momento de su publicación, la revista Rolling Stone describió la letra como «silenciosamente acusativa». El propio Young comentó que la canción trata sobre su impresión de «las playas de España», a pesar de que cuando compuso el tema nunca había viajado al país.
El autor Ken Bielen sugirió una interpretación de la letra en la que Young canta sobre sí mismo. La arena en el título podría ser una referencia a la gente joven llegando a California, mientras que la mujer en la primera estrofa puede ser una referencia al propio músico, dado que Young se trasladó de Canadá a California. Versos como «Old enough now to change your name» podría ser una referencia a la salida del músico del grupo Buffalo Springfield, mientras que el verso «When so many love you, is it the same?» podría tratarse de un reflejo de la propia ambivalencia de Young sobre la fama.
La música de «Cowgirl in the Sand», al igual que «Down by the River», está basada en una progresión de acordes e incluye varios solos de guitarra con lo que el crítico Toby Creswell describió como «distorsión y caos». Young tocó una sección de guitarra distorsionada después de cada una de las tres estrofas.

## Recepción
Matthew Greenwald, de Allmusic, ha descrito «Cowgirl in the Sand» como «una de las composiciones de Neil Young más duraderas» y «un verdadero clásico». Rob Sheffield, crítico de Rolling Stone, lo definió como «pieza clave» junto a «Down by the River».